# Doctrina Zhdánov

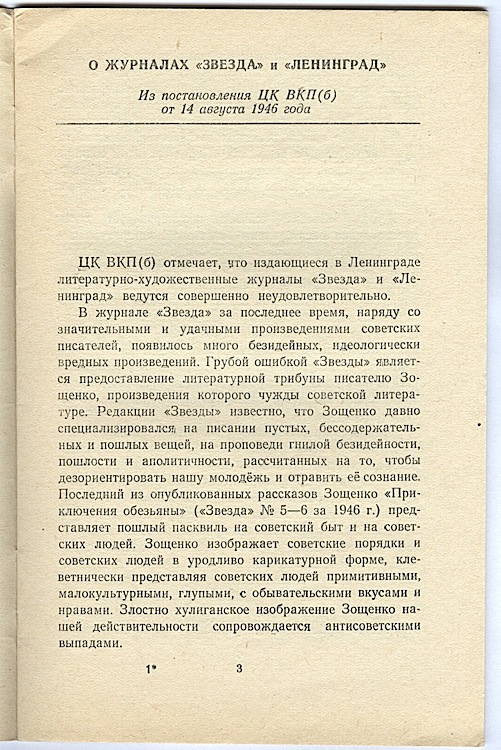
Decreto del Comité Central del Partido Comunista de los Bolcheviques de toda la Unión "Sobre las revistas Zvezdá y Leningrado" (1946)

En septiembre de 1947, el informe Jdanov o doctrina Zhdánov, que toma el nombre de Andréi Zhdánov, tercer secretario del partido comunista de la URSS, reconoce la división del mundo en dos campos: las fuerzas imperialistas, dirigidas por los Estados Unidos, y los antiimperialistas. La doctrina Zhdánov promueve la solidaridad y la asociación de los países comunistas que se oponen al conjunto del Occidente capitalista e imperialista.

## La declaración

Joseph Stalin y Andrei Zhdanov en la tumba de Sergei Kirov

### Contexto
Será después de la conferencia de Szklarska Poręba, Polonia, en la que se funda la Kominform, cuando Andréi Zhdánov presenta su informe el 22 de septiembre de 1947. Este es publicado el 5 de octubre del mismo año, en el periódico comunista francés L'Humanité. El objetivo básico del citado informe será definir la nueva  orientación política soviética de cara al campo occidental, en respuesta a la Doctrina Truman.

### Contenido (extractos)
Cuanto más nos alejamos del final de la guerra, más claramente aparecen las dos principales direcciones de la política internacional de posguerra, correspondientes a la disposición en dos campos principales de las fuerzas políticas que operan en la arena mundial: el campo imperialista y antidemocrático y el campo anti-imperialista y democrático. Las fuerzas anti-imperialistas y antifascistas forman el otro campo. La URSS y los países de nueva democracia son sus cimientos

## Análisis y consecuencias
Zhdánov propone un análisis maniqueo que iba a ser característico de la problemática de la Guerra Fría que comienza a anunciarse por esos años. Contra la guerra y el imperialismo estadounidense, hacía falta, según Zhdánov, movilizar todas las fuerzas. No había ya que colaborar con los burgueses y los socialdemócratas, considerados de ahora en adelante como aliados objetivos del imperialismo. Los partidos comunistas occidentales, con importantes apoyos sociales sobre todo en Francia y en Italia, fueron criticados por su participación en sus respectivos gobiernos y se vieron obligados a endurecer su línea política.